# علم حبسات
علم الحُبْسات هي دراسة المشاكل اللغوية الناتجة عن تلف الدماغ. وهي أيضًا مسمى لـدورية علمية متخصصة في هذا المجال.
ويطلق على هذه النقائص الخاصة - التي اصطلح على تسميتها حُبْسات - يمكن تعريفها بأنها اختلال في القدرة على إخراج أو فهم الكلام حينما لا يمكن نسبته إلى الأسباب العادية مثل الصمم أو الشلل الفموي. وهناك توصيف للعديد من الحبسات، ولكن يشتهر منها نوعان: الحُبْسة التعبيرية (حبسة بروكا) وحبسة استقبالية (حبسة فرنيكة أو حبسة حسّية). وتحدث الحبسة - في الأعم الأغلب - نتيجة لتلف النسيج على إثر سكتة دماغية.
الحبسة التعبيرية - أول من تحدث عنها طبيب الجهاز العصبي الفرنسي بول بروكا (Paul Broca) وذلك في القرن التاسع عشر - تجعل المصابين بها قادرين على النطق بمفردات كثيرة ولكن دون مراعاة للقواعد النحوية. ويتميز هذا النوع من الحبسة بوجود تلعثم في النطق خصوصًا في كلمات المحتوى، أي الأسماء والأفعال ونقص كثير من الكلمات الوظيفية الصغيرة - على الأقل في الإنجليزية - مثل حروف الجر وأدوات التعريف. وكانت هذه الملاحظة العلمية هي بداية ظهور مصطلحات مثل الكلام البرقي، ثم ما لبث أن ظهر مصطلح الحبسة النحوية ولا يزال العلماء يبحثون ويناقشون مدى ثبات المعلومات النحوية عند المصابين بحبسة بروكا. ومع ذلك، توحي الطبيعة النحوية لكلامهم بأن الخلل يصيب في الأساس الآليات التعبيرية للغة التي وظيفتها هي تحويل الأفكار إلى كلام حسن الصياغة، وذلك لأنهم لا يفقدون فهم الكلام المنطوق ولأن كلامهم عادة ما يكون جيدًا بالقدر الذي يمكن معه فهم ما يرمون إليه.ا
والحقيقة التي تدعم أن حبسة بروكا هي حبسة تعبيرية هي ارتباطها في كثير من الحالات بصعوبات حركية في الوجه بالإضافة إلى توضيعها التشريحي. قد تنجم الحبسة التعبيرية عن تلف عدة بقاع من الدماغ، إلا أنها ترتبط - في الأعم الأغلب - بـالتلفيف الجبهي السفلي، وهي منطقة تتراكب مع القشرة الحركية وتتحكم في الفم واللسان. ولا عجب أن تطلق على هذه البقعة اسم “باحة بروكا”. ولكن هناك مجموعة من الأبحاث المثيرة التي أظهرت وجود عيوب معرفية معيّنة في حبسة بروكا. ومن بين هذه العيوب أن تكون الجملة صحيحة نحويًا ولكن ترتيب كلماتها على غير القياس. وأبسط مثال على ذلك هي جمل صيغة المجهول مثل “الولد طاردته الفتاة.” فمن الصعب على المصاب بالحبسة التعبيرية إدراك أن الفتاة هي من قامت بالمطاردة ولكن الأمر يكون أسهل بكثير في مثال “الفأر طارده القط,”لأن قيود الحس العام تساهم في الوصول إلى المعنى المراد. ومع ذلك، إذا قلت “القط طارده الفأر” فسيبقى الأمر غامضًا بالنسبة للمصاب. وهذا يدلل على أن القدرة النحوية قد تكون وظيفة خاصة بباحة بروكا.
وهذا الرأي يدعمه الطبيعة التتميمية للحبسة الاستقبالية التي وصفها طبيب الجهاز العصبي كارل فيرنيكيه، وهو ممن عاصروا بروكا. فعند الإصابة بالحبسة الاستقبالية ينطق المصاب كلامًا يبدو فصيحًا وصحيحًا نحويًا، ولكن معناه بعيد تمامًا عن الصواب. هناك خلل كبير في الإدراك. وترتبط الحبسة الإدراكية بالتلفيف الصدغي العلوي الذي يعرف باسم “باحة فيرنيكيه”، وهي باحة مجاورة للقشرة ومسئولة عن المعالجة السمعية. ولذا فإن توضيع أشهر نوعين من الحسبة يعكس الانفصام المتعاظم في تنظيم الدماغ: الباحات الداخلية مخصصة للإخراج الحركي والباحات الخلفية مخصصة للمعالجة الحسّية.
واستنبطت هذه البديهية المذهلة من الأبحاث التي أجريت حول الحبسة عند الصم الذين يستخدمون لغة الإشارة، حيث يظهر العجز في الإشارة والأبحاث التي أجريت حول مضاهئات الفهم للحبسات التعبيرية والاستقبالية عند سليمي السمع. وتوضح هذه الدراسات أن الوظائف النحوية لباحة بروكا والوظائف الدلالية لباحة فرنيكيه لا شك معقدة، فالخصائص المجردة لنظام اللغة غير معتمد على نمطية في التعبير.

## وصلات خارجية
- Official website of the scientific journal Aphasiology
- Official website of the British Aphasiology Society